# Saeru Melayu
Saeru Melayu is een bestuurslaag in het regentschap Nias Selatan van de provincie Noord-Sumatra, Indonesië. Saeru Melayu telt 23 inwoners (volkstelling 2010).